# 영국의 경제
영국의 경제는 명목 국내 총생산(GDP) 기준 세계에서 5위의 경제 규모이며, 구매력 평가(PPP) 기준으로는 세계에서 9위의 규모로, 전 세계 GDP의 4%를 차지한다. 또, 언급된 두 기준에서 유럽연합에서 두 번째로 경제 규모가 크다.
2015년에 영국은 전 세계에서 9위의 수출국이자, 6위의 수입국이며 주식 기준 해외직접투자가 2위에 달한다. 가장 글로벌화된 경제 가운데 하나이며 (크기가 큰 순서에서 작은 순서대로 나열할 때) 잉글랜드, 스코틀랜드, 웨일스, 북아일랜드의 경제로 이루어진다.